# Теракт у мечеті в Пешаварі (2023)
30 січня 2023 року о 13:30 за місцевим часом у мечеті в Пешаварі, Північно-Західна прикордонна провінція Пакистану, стався теракт. Смертник підірвав бомбу під час полуденної молитви Зухр, убивши щонайменше 80 людей і поранивши понад 220, семеро постраждалих були у критичному стані.

## Попередні події
2004 року напади ісламістів переросли у війну між ісламістськими повстанцями та пакистанським урядом на північному заході Пакистану. У 2017 році війна переросла в конфлікт низької інтенсивності. У Пешаварі, столиці та найбільшому місті Хайбер-Пахтунхва на північному заході Пакистану, було здійснено багато нападів. Серед них — напади на мечеті у 2013, 2015 та 2022 роках.

## Атака
Мечеть розташована в комплексі суворої безпеки, який включає штаб-квартиру провінційної поліції та відділ боротьби з тероризмом. Терорист-смертник пройшов повз численні барикади, охорону поліції. Від 300 до 400 поліціянтів були присутні в мечеті в час молитви Зухр.
Жилет смертника спрацював, коли він стояв у першому ряду серед тих, хто молився. Від потужного вибуху обвалився дах мечеті. Понад 100 людей загинуло, вдвічі більше поранено; 90 % постраждалих були поліціянтами.

### Смертник
Особа терориста-смертника залишається невідомою. Одразу після теракту двоє чиновників нижчого рівня пакистанського Талібану (ТТП) заявили, що напад був помстою за вбивство Омара Халіда Хорасані. Згодом група через свого речника спростувала свою причетність.

## Наслідки, розслідування
Станом на 31 січня, йшлося про 80 загиблих.

## Реакції

### Пакистан
Шехбаз Шаріф, прем'єр-міністр Пакистану, засудив атаку, заявивши, що вона несумісна з ісламом і що весь Пакистан виступає проти тероризму. Колишній прем'єр-міністр Імран Хан засудив вибух, сказавши: «необхідно покращити збір розвідданих і належним чином озброїти наші поліційні сили для боротьби з наростальною загрозою тероризму».
Ряд пакистанських знаменитостей засудили вибух, зокрема Хамза Алі Аббасі, Насім Шах, Камран Акмаль, Мохаммад Хафіз, Ахмед Шехзад, Бабар Азам, Аднан Сіддікі та Саба Камар.

### Міжнародний
Американське посольство в Ісламабаді висловило «співчуття сім'ям жертв жахливого нападу». ЄС «рішуче засудив» атаку, оплакуючи загибель людей і бажаючи швидкого одужання пораненим. Міністерство закордонних справ Саудівської Аравії заявило, що країна відкидає «націлювання на місця поклоніння, тероризування людей і пролиття невинної крові», і що вона підтримує Пакистан перед обличчям насильства. Прем'єр-міністр Канади заявив, що «канадці рішуче засуджують жахливий терористичний напад на вірян у Пешаварі».